# كولن بيتمان (لاعب كرة قدم)
كولن بيتمان (بالإنجليزية: Colin Bateman)‏ هو لاعب كرة قدم بريطاني، ولد في 22 أكتوبر 1930 في هيميل هيمبستيد ‏ في المملكة المتحدة. لعب مع نادي واتفورد.